# 大阪教育大学附属平野小学校
大阪教育大学附属平野小学校（おおさかきょういくだいがくふぞくひらのしょうがっこう）は、大阪府大阪市平野区にある国立小学校。

## 概要
大阪教育大学附属小学校3校のうちの1校である。学校教育法に基づく小学校教育をおこなうとともに、大阪教育大学の附属学校として、教育の理論や実践に関する研究・同大学からの教育実習生の受け入れなどもおこなっている。
学級は、1クラス35人×3クラスで構成されている。
原則として、学校までの所要時間50分以内に居住する（学校が範囲指定）者しか受験・通学できない。転居などで指定範囲から外れる場合転校しなければならない。50分以上の場合でも許可が下る場合がある。
2016年より4年間、文部科学省研究開発学校の指定を受け、未来を「想像」「創造」し探究する新教科「未来そうぞう科」を創設している。
近隣に所在する五校園（附属幼稚園、附属平野小学校、附属平野中学校、附属高等学校平野校舎、附属特別支援学校）と連携した教育研究活動がおこなわれている。

## 沿革

### 学校創立
設置母体の大阪教育大学の前身・大阪府師範学校に1890年、女子部が併設された。大阪府師範学校女子部は1900年に独立し、大阪府女子師範学校となった。
大阪府女子師範学校は天王寺桃山に校舎を設置した。女子師範学校開設と同時に、教育実習のための附属小学校も女子師範学校敷地内に開設している。このときに開設された大阪府女子師範学校附属小学校が、現在の大阪教育大学附属平野小学校にあたる。
附属小学校は大阪府女子師範学校附属幼稚園と校舎を共用していた。

### 平野へ移転
1922年8月17日、大阪府女子師範学校に隣接する民家の新築工事現場で火災が発生し、大阪府女子師範学校の寄宿舎や食堂にも類焼した。
附属小学校には被害はなかったものの、火災の復旧の際に「かねてから校舎が老朽化していたことで近いうちに校舎改築が必要」「附属小学校が過密傾向にあり、拡張が必要になるが周囲が市街地化しているため拡張はままならない」などという点が考慮され、大阪府女子師範学校および附属学校園の郊外移転という形での復旧・設備拡充の方が適切だと判断された。
当時の東成郡平野郷町が大阪府女子師範学校を誘致し、移転先として6000坪の土地を1924年9月に大阪府に提供した。
1927年3月に平野（当時の住所表示では大阪市住吉区平野流町254番地）の現在地へと移転している。平野移転当初は附属小学校と附属幼稚園とで校舎を共有していたが、附属幼稚園は1963年に独立園舎へ移転している。
なお桃山の旧敷地は、1927年1月の火災で校舎を焼失した大阪府立天王寺中学校（現在の大阪府立天王寺高等学校）が仮校舎として一時使用した後、1934年以降大阪府立夕陽丘高等女学校（現在の大阪府立夕陽丘高等学校）が使用している。

### 国民学校
国民学校令の施行により、1941年4月1日付で大阪府女子師範学校附属国民学校へと改称した。
また1943年の師範教育令の改正により、師範学校は都道府県から国に移管されることになった。これに伴い大阪府女子師範学校は大阪府立から官立に移管された上で、大阪府天王寺師範学校（かつての大阪府師範学校男子部）と再統合する形で大阪第一師範学校へと改編された。
これに伴い大阪府女子師範学校は大阪第一師範学校女子部となり、附属小学校も大阪第一師範学校女子部附属国民学校へと改称された。
太平洋戦争の戦局悪化により、1944年には学童集団疎開をおこなうことになった。初等科3-6年の児童が集団疎開の対象となり、南河内郡川上村（現在の河内長野市）・観心寺へ疎開した。観心寺に疎開者対象の分教場を設置し、分教場は楠郷国民学校と称した。
1945年には学校での授業は停止された。1945年度入学の1年生については入学手続きをとった上で縁故疎開させた。また1945年度2年生の希望者は集団疎開へ参加した。
高等科児童は学校に残留し、学校農園での野菜作りに動員されていた。高等科児童は1945年5月以降、中河内郡加美村（現在の平野区加美地区）の工場に勤労動員され、軍服のボタンを製造する作業に従事した。
太平洋戦争の終戦に伴い、終戦の翌日・1945年8月16日に高等科児童の勤労動員は解除されている。また初等科児童の集団疎開は1945年10月に引き上げとなり、1945年11月より学校が再開している。

### 学制改革後
学制改革により、1947年4月1日には新制小学校へと改編され、大阪第一師範学校女子部附属小学校と称した。また高等科は廃止となり、高等科を母体とする形で附属中学校（現在の大阪教育大学附属平野中学校）が発足している。
また1949年には学制改革で新制大阪学芸大学が設置された。1951年までは移行期間として新制大学と旧制師範学校が併存し、1951年に新制大学へと完全移行した。大学の改編に伴い、1949年7月30日には大阪学芸大学大阪第一師範学校平野附属小学校、1951年には大阪学芸大学附属平野小学校と称している。
1961年には特殊学級（当時の名称）を設置した。特殊学級は附属平野中学校の特殊学級（1963年設立）と統合した上で、1966年に大阪学芸大学附属養護学校（現在の大阪教育大学附属特別支援学校）として独立開校している。
1967年には大学の名称変更により、大阪教育大学附属平野小学校と改称した。その後1973年には大阪教育大学教育学部附属平野小学校と改称した。
大学の独立行政法人化により、2004年に現在の校名・大阪教育大学附属平野小学校となった。

### 年表
- 1900年4月1日 - 大阪府女子師範学校附属小学校として、大阪市南区（現・天王寺区）で開校。
- 1927年3月 - 現在地に移転。
- 1932年 - 制服を制定。
- 1941年4月1日 - 国民学校令により、大阪府女子師範学校附属国民学校と改称。
- 1943年4月1日 - 官立へ移管。大阪第一師範学校女子部附属国民学校と改称。
- 1944年9月17日 - 初等科児童、南河内郡川上村へ集団疎開。観心寺に楠郷国民学校（分教場）を設置。
- 1945年5月17日 - 高等科児童の勤労動員始まる（同年8月16日まで）。
- 1945年10月22日 - 集団疎開先から引き上げ。楠郷国民学校を閉鎖。
- 1945年11月10日 - 学校再開。
- 1947年4月1日 - 学制改革により大阪第一師範学校女子部附属小学校と改称。
- 1949年7月30日 - 新制大阪学芸大学の設置により、大阪学芸大学第一師範学校平野附属小学校と改称。
- 1951年4月1日 - 旧制師範学校が新制大学へと完全移行したことに伴い、大阪学芸大学附属平野小学校と改称。
- 1961年 - 特殊学級を設置。
- 1966年 - 特殊学級が大阪学芸大学附属養護学校として独立。
- 1967年6月1日 - 大学の名称変更により、大阪教育大学附属平野小学校と改称。
- 1973年4月1日 - 大阪教育大学教育学部附属平野小学校と改称。
- 1977年5月 - 小学校専用のプール竣工（従来は高校・中学校・幼稚園と1つのプールを共用）。
- 2004年4月1日 - 大学の独立行政法人化により、現校名となる。

## 出身者
- 徳田毅 - 元国土交通大臣政務官
- 仁科関夫 - 軍人
- 吉田仁郎 - 作曲家
- 西慶子 - 女優
- 中島芽生 - 日本テレビアナウンサー
- 辻庸介 - マネーフォワード社長

## 交通
- Osaka Metro谷町線 平野駅 南西へ約400m。